# Михалович Олег Ростиславович
Олег Ростиславович Михалович (біл. Алег Расціслававіч Міхаловіч; нар. 1 серпня 1979, селище Первомайський, Лідський район, Гродненська область) — білоруський борець греко-римського стилю, срібний та бронзовий призер чемпіонатів Європи, учасник Олімпійських ігор. Майстер спорту Білорусі міжнародного класу з греко-римської боротьби.

## Біографія
Боротьбою почав займатися з 1987 року. Перший наставник — Василь Масевич. Почав займатися боротьбою в невеликому селищі поруч з Лідою. Потім п'ять років навчався в училищі олімпійського резерву у Геннадія Совенка. З 1998 тренувався у Заслуженого тренера Білорусі В'ячеслава Максимовича. Виступав за Спортивний клуб Гродненського університету.
З відзнакою закінчив Гродненське училище олімпійського резерву. Після закінчення Гродненського університету імені Янки Купали працює викладачем кафедри спортивних ігор і єдиноборств цього вузу. Закінчив аспірантуру. Після завершення активних виступів на борцівському килимі перейшов на тренерську роботу. Тренер вищої категорії, старший тренер юніорської збірної Білорусі з греко-римької боротьби.

## Виступи на Олімпіадах
| Змагання                    | Збірна   | Вагова категорія | Місце |
| --------------------------- | -------- | ---------------- | ----- |
| Літні Олімпійські ігри 2008 | Білорусь | 74 кг            | 5     |

На Олімпіаді в Пекіні Михалович упевнено дійшов до півфіналу, але судді були прихильні до госоподара чемпіонату нвкому доти не відомому Чану Юнсяну. У сутичці за третє місце арбітр присудив перемогу Михаловичу, але нарада за столиком головного судді спростувала це рішення. Перемогу, а разом з нею і медаль віддали болгарину Явору Янакієву.

## Виступи на Чемпіонатах світу
| Змагання                        | Збірна   | Вагова категорія | Місце |
| ------------------------------- | -------- | ---------------- | ----- |
| Чемпіонат світу з боротьби 2006 | Білорусь | 74 кг            | 16    |
| Чемпіонат світу з боротьби 2007 | Білорусь | 74 кг            | 32    |

## Виступи на Чемпіонатах Європи
| Змагання                         | Збірна   | Вагова категорія | Місце  |
| -------------------------------- | -------- | ---------------- | ------ |
| Чемпіонат Європи з боротьби 2002 | Білорусь | 74 кг            | 20     |
| Чемпіонат Європи з боротьби 2004 | Білорусь | 74 кг            | Бронза |
| Чемпіонат Європи з боротьби 2005 | Білорусь | 74 кг            | 11     |
| Чемпіонат Європи з боротьби 2006 | Білорусь | 74 кг            | Срібло |

На думку багатьох спеціалістів саме Олег Михалович виграв фінальну сутичку на Чемпіонаті Європи 2006 у росіянина Вартереса Самургашева, але через необ'єктивне суддівство переможцем був об'явлений титулованіший росіянин і господар чемпіонату (першість Європи проходила в Москві).

## Виступи на інших змаганнях
| Змагання                                 | Збірна   | Вагова категорія | Місце  |
| ---------------------------------------- | -------- | ---------------- | ------ |
| Чемпіонат світу серед студентів 2002     | Білорусь | 74 кг            | Срібло |
| Чемпіонат світу серед студентів 2004     | Білорусь | 74 кг            | 6      |
| Гран-прі Німеччини з боротьби 2007       | Білорусь | 74 кг            | Бронза |
| Олімпійський кваліфікаційний турнір 2008 | Білорусь | 74 кг            | 11     |
| Гран-прі Німеччини з боротьби 2008       | Білорусь | 74 кг            | Бронза |